# Burro Mesa Archeological District
 (juin 2020).
Le Burro Mesa Archeological District est un district historique américain dans le comté de Brewster, au Texas. Situé au sein du parc national de Big Bend, il comprend une carrière qui a autrefois servi de source de chaille aux Nord-Amérindiens de la région. Ce site archéologique est inscrit au Registre national des lieux historiques depuis le 26 septembre 1991.